# Lollove
Lollove è una frazione di Nuoro che dista circa 15 chilometri dal capoluogo. Nei documenti la si trova menzionata come Loloe, Lolove o Loloy. In lingua sarda è chiamata Lollobe.

## Origini del nome
Dal punto di vista etimologico il termine Lollobe potrebbe essersi originato dal termine sardo arcaico lo' ò che significava corso d'acqua e dal termine sardo arcaico lòbe che significava ghianda. Il termine era riferito alla collocazione del paese, un'area interessata da un bosco di querce ricco di ghiande per i suini e attraversato da un corso d'acqua.
Secondo Eduardo Blasco Ferrer, il nome Lollobe sarebbe originato dalla parola paleobasca ola (capanna)  più il suffisso -obe (conca, cavità), indicando così un agglomerato di capanne presso una conca.

## Storia

### Tradizione
Gli anziani di Lollove tramandano un racconto leggendario sul borgo, secondo il quale, questo venne colpito dalla maledizione di alcune suore fuggite dalla chiesa di S.M. Maddalena a causa dell'accusa di relazione carnale di qualcuna di esse con i pastori del paese. Esse sarebbero andate via lanciando la seguente maledizione: “Lollove Sarai come acqua del mare; non crescerai e non morirai mai”.

### Selene: il villaggio "scomparso" di Lollove
La leggenda che si tramanda per via orale da secoli riporta che Lollove ebbe origine da un ancora più antico villaggio detto Selene. Le traduzioni e indicazioni sporadiche su questo villaggio, della cui esistenza non è mai stata pubblicata alcuna prova documentale (fotografie, coordinate, ecc.), fanno risalire il termine dal greco Seleni, ovvero Luna. Tuttavia alcuni anziani lollovesi negano conoscere il villaggio scomparso con questa denominazione ma con quella di Elene, ovvero "Elena" in lingua sarda, del quale sarebbero ancora visibili le rovine dell'antichissima Chiesa che diede il nome al villaggio.
Rimanendo su una ricerca al momento prettamente teorica, quindi priva di una consolidata scientificità, il collegamento ipotizzabile secondo tali testimonianze, pertanto, è che Elene, Elena, Santa Elena, altra non era che Flavia Giulia Elena, moglie dell'Imperatore Costanzo Cloro, il cui culto era piuttosto diffuso nel territorio circostante.
Il presunto cranio di questa Santa, conservato nella cripta della Cattedrale di Treviri (Germania), riporta una dicitura: "CAPUT SHELENAE", ovvero "Capo di S. Elena". "SHELENAE", forma contratta di "S. Helenae", "Sancta Helenae", da cui la forma contratta e "sardizzata" di "Selene" o "S. Elene", quindi, potrebbe essere sempre lei, Santa Elena.

### Medioevo
Lollove è un caratteristico borgo retaggio del medioevo, epoca durante la quale nelle vallate del Rio Sologo e del Rio Cedrino (allora Su Rivu Mannu) vi erano numerosi villaggi. Di questi piccoli paesi medioevali Lollove è l'unico ad aver varcato l'epoca contemporanea e anche per questa caratteristica è oggetto di attenzione degli appassionati di quel periodo.
Dal punto di vista ecclesiastico, la parrocchia di Lollove costituiva un canonicato della diocesi di Ottana, con le annesse Bottidda, Burgos ed Esporlatu: questo canonicato fu, infatti, ereditato dalla diocesi di Alghero, e se ne trova traccia nei documenti risalenti agli anni Ottanta del XVI secolo. Di fronte alla chiesa di Lollove fino a tempi storici i vecchi ricordano tre cippi.
I vecchi di Lollove sostenevano che il loro paese nacque prima di Nuoro ed in un tempo andato era stato più grande di Nuoro.
Lollove aveva nella vallata un altro piccolo paese gemello, quello di Isalle, esistito ufficialmente fino al 1567, anno in cui venne designato dal Vaticano l'ultimo canonico di nome Umberto Mossone a reggere il locale Canonicato. Isalle però vivacchiò ancora per qualche anno dopo il 1600 con una popolazione intorno ai 15 abitanti che poi si estinse definitivamente fors'anche per una semplice epidemia influenzale. Isalle, appartenente alla diocesi di Galtellì, aveva come parrocchia il Canonicato di Santa Cristina e altre quattro chiese. Probabilmente alcuni abitanti di Isalle confluirono a Lollove quando cessò di esistere il loro villaggio.
Nella vallata di Marreri in agro di Nuoro, nell'area limitrofa a Lollove, esistono i ruderi di due chiese, San Bartolomeo (Santu Tomeu) e San Teodoro (Santu Tederu), probabilmente già appartenute a Lollove. Altre chiese erano presenti sempre nelle vicinanze, e più precisamente sulle pendici del Monte Ortobene, nelle località di San Gavino (Santu Gabinzu), e di San Giacomo Maggiore (Santu Jacu). Queste chiese erano limitrofe ai ruderi della chiesa d'Itria dell'Ortobene.

### Era moderna
Faceva parte in periodo spagnolo dell'"Encontrada de Nuero" con i villaggi di "Nuero (Nuoro), Locoy (Locoe) y Orgosolo".
Lollove nel 1615 aveva 25 abitanti
Nel XIX secolo, dal Dizionario Angius Casalis si apprende che:
Lollove aveva nel 1838 180 abitanti di cui 25 agricoltori, 20 pastori e due o tre dediti ad altri mestieri, la consistenza in bestiame era nel 1838 il seguente: 600 vacche, 2000 pecore, 500 capre, 150 porci.
Nel 1860 Lollove fu colpita da un'aggressiva epidemia di vaiolo, ci furono molte vittime e la comunità di Lollove con Pietro Siotto, ultimo sindaco del paese, protestò vibratamente con le autorità per lo stato di abbandono del paese, inviò anche una lettera al quotidiano La Nuova Sardegna, perché lo Stato aveva lasciato il paese senza strada per Nuoro e senza cimitero.
Lollove è stato Comune fino alla seconda metà del 1800. Il salto comunale comprendeva la sponda destra (dando alle spalle alla sorgente) del Rio Lucula, sottostante la città di Nuoro, e del Rio Sologo nella vallata di Marreri, dove il rio precedente confluisce. Infatti nel 1857 divenne frazione del Comune di Nuoro dopo un'iniziale valutazione di accorpamento a un altro comune viciniore.
Al 1896 risale la descrizione del paese fatta dallo scrittore nuorese Sebastiano Satta. Satta riferisce che allora a Lollove abitavano trecentosessantasette abitanti in cinquantasei case e che le vie erano ostruite da rocce che ne impedivano il transito ai carri ed ai cavalli.
La scrittrice nuorese Grazia Deledda, Premio Nobel per la letteratura, ambientò a Lollove il romanzo La madre.
Malgrado la richiesta dei suoi abitanti a Lollove non fu mai concessa dalla città capoluogo la circoscrizione, e nella seconda metà del 1900 vide perdere tutti gli uffici pubblici (carabinieri, scuole ecc.), nonostante nel 1950 avesse ancora oltre quattrocento abitanti.

## Monumenti e luoghi d'interesse
Una particolarità della località è che, essendo quasi del tutto disabitata (vi risiedono infatti solo pochi nuclei di anziani), da un punto di vista architettonico conserva la struttura medioevale e le forme antiche degli antichi borghi rurali sardi. La frazione è infatti costituita da piccole case realizzate alla "maniera sarda" (pietra e terra come legante). Fra i ruderi abbandonati e le poche case abitate si erge la chiesetta seicentesca della Maddalena, in stile tardo gotico, con archi a sesto acuto in trachite rossa. Si tratta di un ampliamento di una chiesa più antica preesistente. È attestata anche l'esistenza di una chiesa intitolata a San Leonardo, di cui non rimane traccia. In Via Nino Bixio era presente un antico monastero di monache officiato fino a tutto l'Ottocento. Il monastero è stato riutilizzato come casa privata. La stessa via Bixio in altri tempi era un ruscello che attraversava il paese prima di essere tombato e lo divideva in due, il quartiere sottostante la chiesa al di qua del rio, chiamato rione di Custa Banna, e il quartiere al di là del rio, collocato più ad est, chiamato rione di Cudda Banna. A cinquecento metri a ovest del paese sulla strada comunale per Nuoro si trova la copiosa fontana di Lollove la cui struttura è stata realizzata nella prima metà del 1900. La località dei coltivi che sovrasta il paese viene chiamata Binzas. Sottostante la strada principale è il piccolo cimitero del paese. Nel villaggio non vi era fino al 2008 alcun tipo di attività commerciale (l'ultimo negozio chiuse nel 1993) o servizio pubblico (tranne gli autobus che la collegano a Nuoro con due corse giornaliere). Nel 2008 è stata aperta una locanda. Un'atmosfera particolare è legata anche dal contesto geografico che isola in una conca il piccolo paesetto. Solo in tempi molto recenti la città capoluogo dotò il paese della luce elettrica e ancor dopo dell'acqua e della fognatura, queste ultime arrivate negli anni ottanta. Il Comune di Nuoro ha approvato con Delibera del Consiglio Comunale N°68 del 23.08.2004 il Piano Particolareggiato per la valorizzazione del centro di antica formazione del paese di Lollove. La Regione Sardegna con fondi comunitari e regionali ha in programma progetti di valorizzazione e preservazione del piccolo borgo rurale.

## Società

### Evoluzione demografica
È caratterizzato da una scarsissima popolazione residente, 26 abitanti nel 2009, e dalla persistenza di case e ruderi conservatisi immutati da alcuni secoli. Il drastico spopolamento del paese è avvenuto nella prima metà degli anni sessanta; in precedenza c'erano la scuola materna e le scuole elementari a testimoniare la presenza consistente dei bambini.

### Lingue e dialetti
Si tratta di un paese antico che si caratterizza per un proprio dialetto e per un proprio costume. Il dialetto non è uguale a quello di Nuoro e condivide particolarità del dialetto orunese e di quello dorgalese probabilmente mutuato dal pregresso contatto con il cessato (XVII secolo) paese di Isalle.

## Cultura

### Le Feste e i Santi Curatori
A Lollove si festeggia l'antica patrona Santa Maria Maddalena, Sant'Eufemia, San Biagio e San Luigi dei Francesi. Questi ultimi tre santi sono santi curatori la cui presenza è una caratteristica di Lollove. In periodo nuragico le virtù curative erano riposte sulle acque di alcune fontane. Probabilmente la copiosa fontana di Lollove era una di queste. Nella chiesa oltre al simulacro di San Biagio sono presenti gli antichi simulacri (XV secolo) di Sant'Eufemia e di San Luigi IX Re di Francia. Come nella generalità in Sardegna è molto sentita la festività di San Giovanni Battista. A Lollove si recavano tradizionalmente i pellegrini penitenti in cerca di guarigione la qual cosa è particolarmente sentita nei paesi confinanti.

### Santa Maria Maddalena

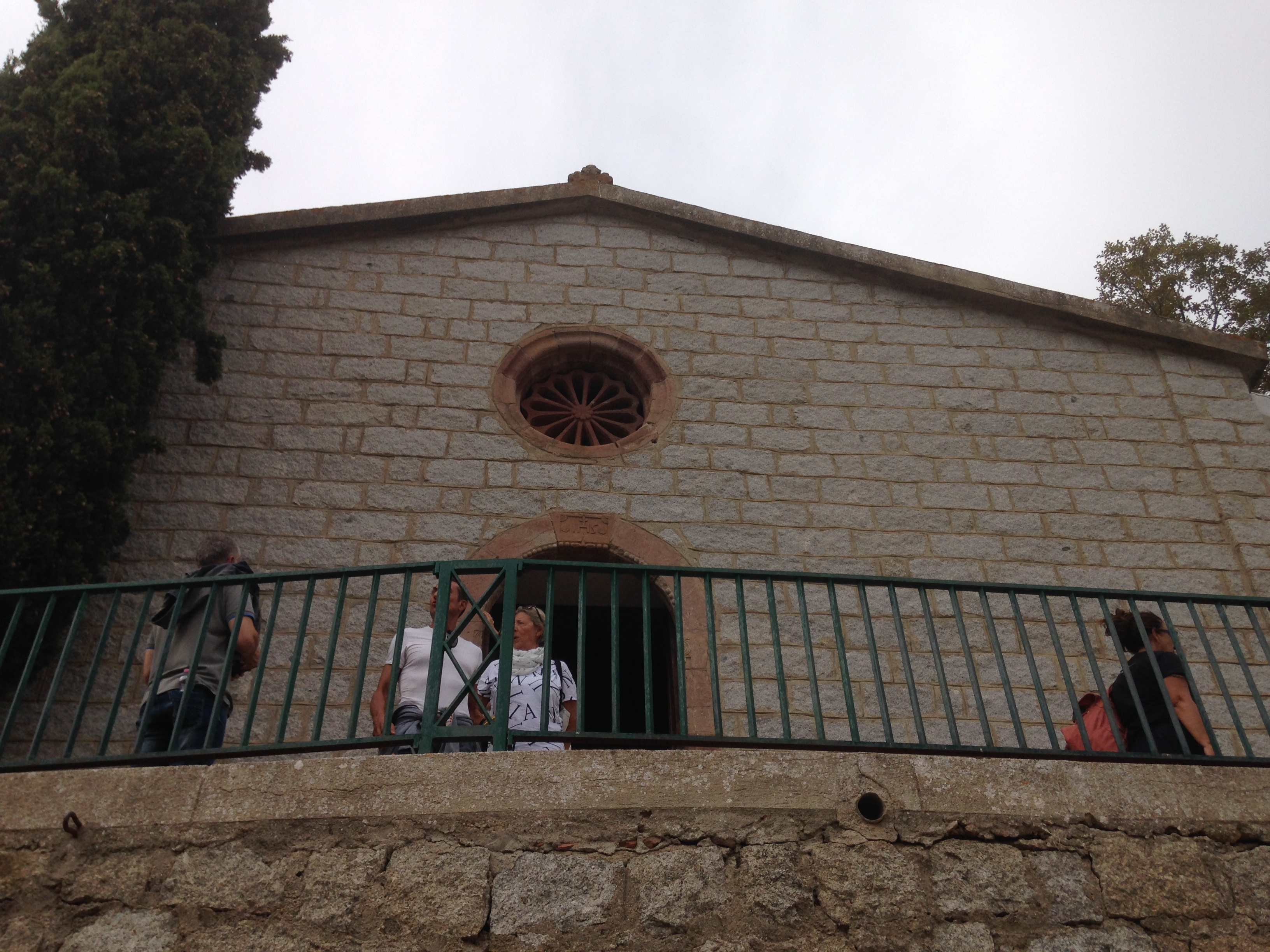
La chiesa di Santa Maria Maddalena

Santa Maria Maddalena è festeggiata il 22 luglio ed è la patrona di Lollove. È la prottetrice delle meretrici pentite, dei parrucchieri e dei penitenti. E francescane penitenti erano probabilmente le monache di Lollove. La chiesa di Santa Maria Maddalena è stata parrocchia di Lollove.

### San Biagio
San Biagio di Sebaste è festeggiato il 3 febbraio ed è invocato per le malattie del cavo orale ed è oggetto ogni anno di grande devozione popolare con pellegrinaggi che giungono dai paesi vicini. È uno dei quattordici santi ausiliatori. Il simulacro tiene tra le mani due candele legate con un nastro. Il giorno della festa di San Biagio durante la cerimonia in onore del santo il sacerdote benedice la gola dei pellegrini. In onore del santo il giorno della festa viene fatta una processione nelle vie del paese. San Biagio è il protettore dei cardatori della lana, dei lavori nei campi e degli armenti.

### Sant'Eufemia
Sant'Eufemia di Calcedonia è la festa più importante di Lollove e ricorre il 16 settembre ed era festeggiata soprattutto dai pastori. Il culto si sovrappone con quello di Sant'Eufemia di Orense, anch'essa santa guaritrice, che si festeggia lo stesso giorno.

### San Luigi dei Francesi
Luigi IX di Francia viene festeggiato il 25 agosto. La presenza del simulacro di San Luigi (o Ludovico) IX può essere legato al fatto che le monache di Lollove appartenessero al Terzo Ordine Regolare di San Francesco (frati minori) di cui il santo è protettore. Si trattava dell'unico ordine religioso "penitente francescano" che le donne potevano scegliere senza diventare monache di clausura. I frati minori erano l'ordine più diffuso nell'area in periodo spagnolo durante il quale venivano definiti "alcantarinos". Gli "alcantarinos" di Sardegna facevano parte della Provincia Ecclesiastica di Alicante dove era presente il santuario più importante di quest'ordine e cioè il monastero "de la Virgen de Orito y de San Pascual de Bayon" nel villaggio di Orito nella municipalità di Monforte del Cid.